# Iseosjön

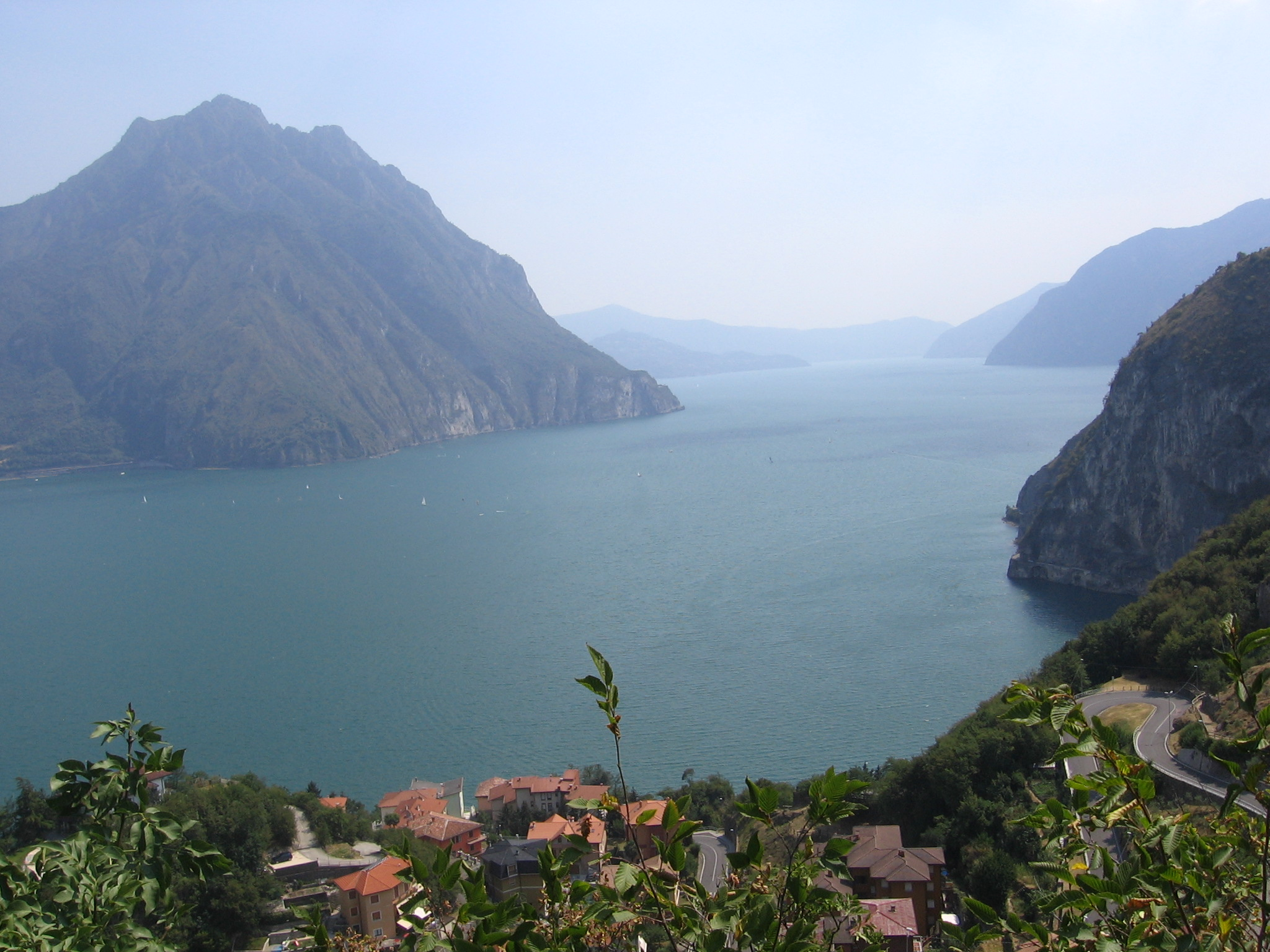
Iseosjön

Iseosjön (italienska Lago d'Iseo, antikens Lacus Sebinus) är en sjö i norra Italien mellan provinserna Bergamo och Brescia, och genomflyts av floden Oglio.
Sjön har en yta om 62 kvadratkilometer, en längd av 25 kilometer och en största bredd av 4,7 kilometer. Sjön är känd för sina vackra omgivningar. I dess sydöstra hörn ligger staden Iseo.